# William Bond
William Arthur Bond (ur. 27 czerwca 1889, zm. 22 lipca 1917) – angielski as myśliwski okresu I wojny światowej. Wygrał pięć pojedynków powietrznych.

## Życiorys
William Arthur Bond służył w armii od początku wojny w piechocie. W czasie walk o Dardanelle został ranny w 1916 roku (tamże otrzymał Military Cross) i po okresie leczenia w Anglii został przeniesiony do lotnictwa.
Na wiosnę 1917 roku został przydzielony do eskadry No. 40 Squadron RAF. Pierwsze zwycięstwo powietrzne odniósł 10 maja 1917 roku nad niemieckim samolotem, prawdopodobnie Albatrosem C. Piąte zwycięstwo dające mu tytuł asa odniósł 9 czerwca nad Albatros D.III. 22 lipca w czasie patrolu został zestrzelony w okolicach Sallaumines.
William Bond zginął na miejscu. Został pochowany na cmentarzu wojennym w Arras (Arras Flying Services Memorial).
Pośmiertnie został ponownie odznaczony Military Cross.